# Washington Park (Chicago)
Pour les articles homonymes, voir Washington Park.

Situation de Washington Park dans la ville de Chicago

Washington Park est l'un des 77 secteurs communautaires de la ville de Chicago aux États-Unis. La fontaine aux cent visages appelée Fontaine du temps se trouve dans le quartier au sein du parc de Midway Plaisance.